# Marc-Antoine de Dampierre
Marc-Antoine de Dampierre (Pisseleu, 26 dicembre 1676 – Versailles, 17 giugno 1756) è stato un compositore, musicista e nobile francese.

## Biografia
Figlio di Antoine de Dampierre, signore di Villeneuve e di Sainte-Agathe, e di sua moglie Marie-Thérèse de Vendôme d'Abrecourt, Marc-Antoine iniziò la sua carriera in società come paggio di Anna Maria Luisa d'Orléans, passando poi al servizio del duca del Maine e di sua moglie presso il castello di Sceaux, non lontano da Parigi. Nel 1698 divenne gentiluomo al loro servizio e dal 1709 venne nominato maestro delle cacce ducali. Nel 1722 venne nominato gentiluomo dei Menus-Plaisirs del re Luigi XV di Francia, continuando a sovrintendere le cacce reali.
Nel 1705 sposò Justine-Marguerite Colomes, figlia di Guillaume Colomes, primo farmacista dell'artiglieria del duca del Maine.
Buon musicista, sapeva suonare il flauto traverso, la viola da gamba e il violoncello e divenne amico di compositori famosi come Jean-Joseph Mouret, Michel-Richard Delalande, Nicolas Bernier, André Campra e Jean-Joseph de Mondonville. Fu autore anche di alcune commedie rappresentate dapprima a Sceaux e poi a Versailles.
Ebbe il merito di apportare alla Vénerie du roi la dimensione musicale che le mancava, perfezionando in particolare l'uso della tromba da caccia. Nel 1705 creò una tromba in Re maggiore, della lunghezza distesa di 4,545 metri con un padiglione di 27 cm di diametro, arrotolata per un giro e mezzo (nota appunto con il nome di la Dampierre), che venne adottata ufficialmente come strumento per le cacce reali. Dampierre, con l'occasione della nascita del Delfino nel settembre del 1729, fece modificare la sua tromba da Charles Lebrun portandola al diametro di 55 cm. Questo modello, noto con il nome di la Dauphine, divenne ancora più comoda per la sua trasportabilità e rimase in uso per i successivi centocinquanta anni.
Virtuoso della tromba, ebbe l'occasione di suonare come solista in orchestra al Palazzo del Louvre, davanti al re, nella Symphonie guerrière di Philidor. Meravigliò la corte, presso il bois de Boulogne, dove suonò La Royale per Luigi XV, il quale gli donò il comando di un equipaggio nel 1729.
Nelle sue memorie il duca di Luynes notò come Dampierre cacciasse e suonasse ancora molto bene a 73 anni di età.

## Opere
Venne soprannominato il "padre delle fanfare di caccia". A lui sono attribuite ventisei sonate per tromba da caccia: ventisei vennero pubblicate per la prima volta nel 1734 nell'appendice delle poesie di Jean Serré de Rieux, con il titolo Les Dons des Enfans de Latone.
Una seconda raccolta (1756), attribuita al conte d'Eu, nipote di Luigi XIV di Francia e allievo di Dampierre, pare invece essere opera del suo stesso maestro, il che porterebbe a trentatré le opere a egli ascritte.
Tra le sue composizioni più note vi sono La Dampière, che porta il suo nome, La Royale, La Prince de France e Les Honneurs du pied.
Nell'ottobre del 1707, alla presenza di Maria Teresa di Borbone, principessa di Conti, il compositore Jean-Baptiste Morin fece suonare La Dampierre nel corso di una sua composizione per orchestra dal titolo La Chasse du Cerf.